# Batalla de Coro
La Batalla de Coro fue un enfrentamiento militar ocurrido el 28 de noviembre de 1810 en el contexto de las primeras etapas de la Guerra de Independencia de Venezuela, durante la campaña de Coro, entre las fuerzas expedicionarias leales a la Junta Suprema de Caracas, dirigidas por el marqués de Toro, brigadier Francisco Rodríguez del Toro, y las tropas realistas fieles a la Regencia de España, encabezadas por el coronel José Ceballos.
El objetivo de la expedición caraqueña era someter a su autoridad las ciudades de Coro y Maracaibo, opuestas al movimiento revolucionario iniciado el 19 de abril de ese año. Aunque las fuerzas revolucionarias consiguieron la victoria, fueron incapaces de retener Coro y la urbe fue nuevamente ocupada por sus enemigos.

## Antecedentes

### Causas
Tras el derrocamiento del capitán general Vicente Emparán, las nuevas autoridades de la Junta Suprema de Caracas habían sido reconocidas por todo el territorio, excepto en Coro, Maracaibo y Guayana, donde se les acusaba de haber derrocado a la autoridad legítima. En los territorios que reconocieron la Regencia de España hubo cambios, removiéndose de los puestos administrativos locales a simpatizantes o sospechosos de simpatizar con la causa juntista. Como indica el historiador español Salvador de Madariaga: «todo el país pasó a ser de hecho independiente, ya pronunciándose por la unión y la lealtad, ya por la separación y la independencia». Según él, el conflicto se inició más por las rivalidades antiguas entre territorios, como Coro y Caracas, y la desconfianza de los pardos, que veían en el proceso revolucionario un intento de los criollos de afianzar su poder. En cambio, la historiadora María Martínez afirmaba: «Los corianos defienden su derecho a escoger gobierno propio, es decir, a permanecer bajo el monárquico, y no encuentran razones para unirse a Caracas, ni para que se les obligara a aceptar su nuevo sistema (...)». Según ella, para los corianos cada ciudad tenía la libertad o no para someterse a la nueva autoridad.
Después que el gobernador de Coro, coronel José Ceballos, amenazara públicamente a la naciente Junta Suprema, arrestara y enviara a Maracaibo a los comisionados Vicente Tejera, Diego de Jugo y Andrés Moreno, enviados por el nuevo gobierno para negociar el sometimiento de la comarca, la Junta Suprema decidió organizar una expedición contra Coro y Maracaibo dirigida por Francisco Rodríguez del Toro, el marqués de Toro. El noble viajó a Barquisimeto antes de iniciar la campaña, donde es recibido con coleos de toros, banquetes populares y bailes en su honor, y le escribe al ayuntamiento de Coro acusándolo de haber provocado el conflicto: «los costos y sacrificios en que se ve Caracas empeñada para una expedición que los mismos Corianos han promovido». Además, el marabeño estaba planeando concentrar unos 2000 combatientes, marchar al centro del país, alzar a los partidarios del rey en Caracas y Valencia y derrocar al gobierno revolucionario.
El obispo de Mérida, Santiago Hernández Milanés, un realista por convicción pero que mantiene sus opiniones en privado, se ofrece para mediar el 30 de julio. Los corianos indican que tienen el derecho a no reconocer al nuevo régimen, pues la retroversión de la soberanía de los pueblos le permite a cada villa decidir a quién seguir el 3 de septiembre, indicando «no abrigan ninguna posibilidad de arreglo con Caracas, porque está probado que ésta sólo busca humillarles y someterles a ciega obediencia». Desaparecido el gobierno legítimo leal a la Regencia, Caracas no tenía derecho alguno a exigirle lealtad a Coro, pues ambas ciudades sólo le debían obediencia a las autoridades nombradas por el rey legítimo. Otro motivo de la fidelidad de Coro a la monarquía fue la religión. En la doctrina enseñada por siglos el rey era visto como un «Ministro de la Justicia de Dios en la tierra», es decir, ir contra el monarca era ir contra Dios. Además, el levantamiento del esclavo José Leonardo Chirino en 1795 y el desembarco del teniente general Francisco de Miranda en 1806 hizo desconfiar a las élites locales de cualquier cambio y temían a las «pretensiones centralizadoras de Caracas». A estos argumentos se unía la mencionada rivalidad entre ambas ciudades. Coro era la ciudad más antigua de Venezuela y su cabildo tenía la esperanza de recuperar su condición de capital si se mantenía leal a la Regencia, pues para ellos Caracas dejaba de tener la condición de capital al deponer al gobierno.
Como respuesta, los caraqueños justificaron sus acciones afirmando que la península ibérica había caído ante el poder de Napoleón Bonaparte y era necesario constituir un gobierno propio para evitar ese destino. Al mismo tiempo, se proclama ser la salvaguarda de los derechos del rey legítimo y, por su condición de capital, ser la representante de toda la Capitanía General, para lo cual convoca unas elecciones el 11 de junio para elegir un «Cuerpo Conservador de los Derechos de Fernando VII». Posteriormente, intentaron negociar con Mirayes por separado y convencerlo de que no reconociera la Regencia ni apoyará a los corianos, pero sin éxito.

### Campaña
El Cuerpo Expedicionario salió desde su cuartel de Carora el 30 de octubre, llegando a Siquisique dos días después. Ahí se enteran de que las localidades de Pedregal y San Luis, por donde debía pasar su ejército, estaban en manos realistas, así que el marqués reorganiza sus tropas en tres cuerpos: Rodríguez del Toro permaneció en Siquisique y envió al coronel Luis Santinelli al Pedregal y al coronel Miguel Ustáriz a San Luis. Este último organizó en el pueblo de Algodones una vanguardia al mando del capitán Manuel de Negrete. El 4 de noviembre, Negrete tomaba Aguanegra, tres días después Pozo Verde y luego entraba en Danta y Guasaquire. Por su parte, Ustáriz fracasa en tomar San Luis y se retira a Purureche. Entre tanto, Santinelli envía al capitán Adrián Blanco a tomar Cururupare mientras él asalta Pedregal el 11 de noviembre. Ante su avance, los habitantes de la provincia abandonan sus casas y cultivos para refugiarse en Coro.
En la mañana del día 13, el gobernador de Maracaibo, brigadier Fernando Miyares, intento detener su avance con 700 soldados. Santinelli decidió no dejarlo tomar posiciones y rápidamente organizó un ataque simultáneo en tres columnas. Tras una hora de lucha los realistas se retiran a Coro dejando su bagaje. El coronel persigue a sus enemigos y los vuelve a vencer en la jornada siguiente en Aribanaches y Urumaco, causándoles graves bajas. Miyares había sido nombrado capitán general por la Regencia el 19 de abril, siendo reconocido como tal en Maracaibo el 23 de julio y Coro el 11 de agosto.
El 15 de noviembre, Santinelli llega a Sabaneta y toma posiciones en Mitare, Las Lajas y Agua Clara, pudo atacar Coro sin haber encontrado resistencia organizada pero el marqués de Toro le ordena esperar para concentrar todas las fuerzas republicanas en un ataque final. El 16 llegaba a Pedregal y el 22 a Sabaneta. Ahí concentra sus efectivos en un solo cuerpo. El ejército había recibido refuerzos desde Trujillo hasta reunir el grueso de sus fuerzas.

## Ejército patriota

### Organización
El Cuerpo Expedicionario se organizó en cuatro cuerpos: la «Descubierta», formada por el Estado Mayor, un destacamento de lanceros a caballo y una partida guerrillera de infantería ligera; la vanguardia al mando del coronel Santinelli; el centro, dirigido por el coronel Ustáriz y formado por infantería; la retaguardia, comandada por el coronel Luis Montilla, era un mixtura de infantes y jinetes; y la artillería, seis piezas de campaña grandes y pequeñas a las órdenes del coronel Diego Jalón. Entre las unidades estaban los batallones de milicias Aragua y Pardos de Valencia, las milicias disciplinadas de San Felipe, una compañía de caballería de El Pao y otra de cazadores. Además, había un tren de bagaje formado por 3000 animales que llevaban los pertrechos y abastecimientos y 1000 no combatientes encargados de cuidar el parque y las bestias y realizar trabajos no militares. El marqués fue criticado por transportar numerosos y molestos bagajes y pesadas piezas de artillería de campaña cuyos armones casi no tenían municiones.
Considerando las unidades que ya disponía la Junta Suprema de Caracas, también se pretendió crear la figura de un ciudadano que asumía el rol de miliciano alistado en los batallones disciplinados o en las compañías sueltas. El 24 de mayo, se había ordenado al marqués preparar la creación de una milicia nacional y los batallones de milicias disciplinadas aumentó; por ejemplo, en la provincia de Caracas pasaron de seis (uno de blancos y otro de pardos en Caracas, Aragua y Valencia) a dieciocho. Sin embargo, el gobierno revolucionario tuvo problemas para reunir armas, uniformes, caballos y alimentos para una expedición de más de 2000 hombres, lo que fue un problema permanente durante toda la campaña y una causa de su derrota. El historiador Walter Enrique Márquez cree que hubiera sido mejor organizar un ejército mucho más pequeño, de unos 1500 efectivos, pero muy superior en calidad del que finalmente organizaron.

### Efectivos
Las fuerzas de la Junta Suprema contaban con una amplia superioridad numérica a su favor. En Recuerdos sobre la rebelión de Caracas (1829), el periodista venezolano José Domingo Díaz afirmaba sobre el ejército del marqués que «cuando 5000 hombres de tropas partidos de Caracas y los valles de Aragua apenas había llegado á la ciudad de Valencia». El diplomático español Mariano Torrente apoya también la cifra de 5000 tropas bisoñas en su Historia de la revolución hispano-americana (1829): «salieron en el mes de agosto algunas milicias de los valles de Arágua, á las que se agregaron otros cuerpos hasta el número de 5000 hombres; mandados por el inesperto marques del Toro». Otro venezolano, un antiguo oficial realista llamado Feliciano Montenegro Colón, le apoyaba en tal estimación en su Geografía general (1837) escribiendo: «Miéntras tanto el general Francisco del Toro, gefe de la expedicion contra Coro, que organizaba sus tropas en Carora, la dejó á fin del precitado mes y dirigió su marcha acia el pedregal, muy confiado de ocuparla, pues al efecto conducia 5000 hombres [sic]». Su compatriota, el historiador Rafael María Baralt, en su Resumen de la historia de Venezuela (1841) dijo: «Bien hubiera podido entónces el marques embestir con todas sus fuerzas, ó dejar frente á la plaza una parte de estas y con el resto salir al encuentro de su nuevo enemigo; pues cinco mil hombres que tenia bastaban para una ú otra cosa»; aunque reconoce que en dicha estimación se baso en Montenegro Colón. El historiador español José Coroleu e Inglada también acepta este número. Hasta el marqués del Toro reconoció que disponía de «cinco mil bayonetas» en una entrevista.
Brevemente discordante es el ayudante primero de milicias de Coro, Manuel Bonalde, quien los rebaja a 3000 en su testimonio. Este número es aceptado por De Madariaga. En cambio, el erudito colombiano José Manuel Restrepo en su Historia de la revolución... (1858) creía que sólo había 2500 soldados patriotas, pues eran suficientes porque «sólo había una corta guarnición [en Coro]». Su estimación fue aceptada por el español Francisco Antonio Encina, el venezolano Caracciolo Parra Pérez y el argentino Bartolomé Mitre. Pedro de Urquinaona y Pardo, abogado y funcionario neogranadino que volvió a España después de la sublevación de Caracas, escribió Relación documentada... (1820), basado en una carta de un comisionado regio, afirmaba que los juntistas tenía 3000 «hombres de tropas descalzas, entre mulatos é indios forzados y oficiales visoños». José Francisco de Heredia, testigo de la batalla y oidor de la Audiencia caraqueña, quien escribió sus Memorias entre 1817 y 1820, este último año de su prematura muerte: «Por fin el marqués del Toro, después de haber arrollado en el tránsito a algunas partidas se presentó delante de Coro el 28 de noviembre con más de tres mil hombres bien disciplinados y provistos». Para finalizar con el siglo XIX, el parte oficial del coronel Jalón, subinspector de artillería, habla de «El diez [de noviembre] llegamos a ésta con cuatro piezas de batalla, entre ellas el cañón que se les tomó en la Sabaneta, y cinco pedreros. Nuestra retirada hará honor á su General [Toro] y su pequeño Exercito de 1600 hombres que rodeado de 6000 enemigos de Infantería y Caballería, obstinados en destruirlo, una qüantiosa artilleria inesperada, unos caminos intransitables». El propio Miyares afirmaba «parece que las tropas que manda el referido Marqués [Francisco Rodríguez del Toro] cuya fuerza aseguran de mil y quinientos a dos mil hombres de milicias se dirigen desde su Cuartel General de la ciudad de Carora, a la de Coro con el fin de atacarla por dos puntos».
En 1912, el políglota, diplomático e historiador colombiano Jules Mancini, en el segundo de los tres libros de su Bolivar et l'émancipation des colonies espagnoles des origines à 1815, dice que la hueste reunida por el marqués en el cuartel general de Carora se componía de 3000 a 4000 «tropas primitivas, compuestas de voluntarios sediciosos, de burdos campesinos y de la hez de la furibunda plebe de las ciudades». Se congregaron en bandas a fines de octubre, carentes de disciplina, marchando en hileras y apenas uno de cada diez tenía un fusil, el resto tenía espingardas (escopetas) anticuadas, picas y garrotes, resultando un «estorbo». José Gil Fortoul dice: «más de 4.000». En fechas recientes, el historiador venezolano Edgar Esteves González creía que los rebeldes tenían 4300 soldados como mínimo, distribuidos en 1200 para la vanguardia, 1400 el centro y 1600 la retaguardia. En cambio, su colega y compatriota, medio siglo antes, Lino Iribarren Celis, se negaba a aceptar las cifras más alcistas de 5000 efectivos y era más partidario de las crónicas del venezolano Eliseo Soteldo, Anotaciones Históricas de la Ciudad de Barquisimeto 1801-1854 de 1901, y del militar francés Luis Perú de Lacroix, Diario de Bucaramanga de 1912, quienes hablan de 2000 y 1200 expedicionarios respectivamente. Según el francés, los caraqueños sabían que Coro era el principal foco militar y marítimo realista y desde donde provenían las amenazas ofensivas contra la Junta, pero confiaban que bastaría con la intimidación, así que dieron órdenes de no entablar combate y negociar. Iribarren Celis también citó un ensayo manuscrito del mayor venezolano Rafael Angarita Trujillo, La Jornada de Coro, donde no se niega que la fuerza expedicionaria pudo alcanzar los 5000 hombres, pero afirma que probablemente eran muchos menos, quizás 2000. El general venezolano Santos Jurado Blanco escribió: «Dos mil y más hombres logró completar en Caroyra; bisoños casi todos; reclutados a empujones; con oficiales noveles y elegantes, pero indómitos, sin hábitos de disciplina; señoritos de salón, olorosos a verbena, mal habidos con el fango y los zancudos, las incomodidades y privaciones de las marchas; altaneros y valientes».

## Ejército realista

### Guarnición de Coro
En sus Memorias, José Francisco de Heredia dice: «en aquella ciudad abierta sólo había seiscientos fusileros, doscientos hombres montados en caballos y mulas, y como mil de flecha y lanza que para nada servían; pero teníamos alguna artillería hasta de á doce, aunque con pocas municiones». Muchos estudios modernos lo respaldan y aclaran que los arqueros y lanceros debían ser milicias de indios con poca utilidad militar, pues se sabe que los caquetíos de Santa Ana y Moruy aportaron con guerreros para la defensa. En cambio, José Restrepo afirma que había apenas 1000 realistas en la ciudad; algo que Francisco Antonio Encina junto a la profesora venezolana Elina Lovera Reyes apoyan, agregando que se logró tal guarnición gracias a los aportes de Maracaibo y las Antillas, permitiendo también fortificar la plaza y disciplinar la tropa de una forma superior a la rival.
Basados en un informe oficial, Pedro de Urquinaona y Pardo y el doctor coriano José Rafael Fortique asumen sobre las fuerzas de Ceballos: «que todos los apoyos de su resolucion cosistian por entonces en 150 hombres de milicias urbanas para cubrir mas de 100 leguas de territorio el mas árido, despoblado y miserable de Venezuela». El obispo de Usula e historiador venezolano, Nicolás Eugenio Navarro Ortega, basado en el militar francés Luis Perú de Lacroix, elevó un poco el número: «así es que se determinó enviar una expedición militar sobre Coro, en cuya plaza tenían los Españoles una fuerza de cerca mil quinientos hombres al mando del Corl. Ceballo jefe aguerrido y experimentado». Sin embargo, luego dice que los realistas duplicaron sus fuerzas: «Los enemigos, en lugar de pensar en rendirse fortificaron a Coro, aumentaron su número hasta más de tres mil, y con las tropas de Maracaibo concertaron un proyecto de ataque contra el ejército patriota sitiador, que solo la previsión, la pronta y acertada disposición del Jeneral Toro pudo evitarle de una pérdida total».
Para justificar su derrota en la inferioridad numérica, el marqués dijo en su primer informe: «El punto de reunión de todas las fuerzas de los corianos, por lo que se advierte, es Coro, adonde también se refugian según las órdenes que tienen, los vecinos de todas las poblaciones que van ocupando mis tropas. (...) dejando sus casas, hatos y labranzas, de modo que por noticias de algunas personas ya se consideran dentro de aquella ciudad al pie de ocho mil hombres con que cuentan para su defensa». Sin embargo, en una entrevista de 1840 reconoce: «Pero muy corto era ese número para intimidar a mil corianos resueltos que lo esperaban. Se acerca el Marqués con doble fuerza y gruesa artillería. Los corianos en número de 1200 hombres de las tres armas se sitúan a la orilla occidental de la ciudad en el llano de San Nicolás». En el parte oficial de Jalón, en cambio, se habla de «6000 enemigos de Infantería y Caballería, obstinados en destruirlo». El historiador Nicolás González Chávez creía que eran 1700. Mariano Torrente sostiene que los corianos eran superados tres a uno por los rebeldes. Varias décadas después, los historiadores españoles José Coroleu y Francisco Pi consideraban que los defensores eran 2000 como máximo.
En tiempos más recientes, el historiador español José Semprún menciona que después del combate, los monárquicos de Coro, Moruy y Santa Ana apenas contaban con 1000 milicianos. Parra Pérez creía que Ceballos sabía que los corianos lo abandonarían en cuento su ciudad fuera amenazada, pero llamando a defender la Regencia y sobre todo la religión católica, que afirmaba estaba amenazada: «Ceballos aprovechó el tiempo para fortificar la capital, donde reunió hasta mil hombres, la mayor parte colecticios pero decididos a pelear». Además, como la columna patriota avanzaba lentamente por sus bagajes tuvo tiempo para fortificar la ciudad. Las estimaciones más bajistas coinciden con José Domingo Díaz, quien señaló que movilizaron en 1806, cuando la atacó Miranda, «mil doscientos hombres indios y españoles» para defenderse. En tanto que la historiadora Lucila Luciani de Pérez Díaz asumió como verídicas las estimaciones más alcistas: «se encontraron con una plaza defendida por una guarnición de 7 a 8.000 combatientes y una artillería de más alcance que la de los patriotas y convenientemente situada en todos los puntos atacables de la ciudad». Finalmente, el historiador Gilberto Quintero Lugo señala que para impedir incursiones holandesas desde la vecina Curazao o fugas de esclavos a las islas, las autoridades españolas habían creado un sistema defensivo formidable basado en las milicias regladas de vecinos que en 1795 alcanzaba: «mil hombres de Coro, mil hombres de la costa oriental hasta Cumarebo, mil quinientos de la Península de Paraguaná, mil seiscientos de Casigua; quedando de reserva los hombres que se organizaran y entrenaran en la serranía y demás lugares interioranos del partido».
Debe aclararse que Coro nunca tuvo mucha artillería para su defensa. En 1795, durante la rebelión de José Leonardo Chirino, solo había dos pedreros; once años después, durante la expedición de Francisco de Miranda no había ninguna. Para paliar esa desventaja, Miyares había ordenado la compra de armamento y munición en Curazao. Por ello, según el informe citado por Urquinaona, la artillería defensora consistía «en 19 quintales de polbora, 22000 pesos en la tesoreria, un cañón de á ocho [libras] y otros de menor calibre, sin cureñas»; estos últimos, probablemente enviados desde Maracaibo. Por su parte, Restrepo estima en tres cañones de 4 libras y uno de 12. Tenían muy poca munición, por lo que debían usar como metralla utensilios de la vida cotidiana.

### Refuerzos de Maracaibo
A los defensores se Coro se le puede sumar la guarnición de Maracaibo. El historiador Julio Febres-Cordero G. cree que eran unos mil, basado en la información dada por el presbítero Pedro Gamboa: «y como teniendo [Miyares] mil hombres á su disposicion, solo le envió cincuenta [a Coro]». Semprún menciona la existencia de 400 veteranos en la ciudad. El capitán general envió refuerzos a Coro, pero apenas 50 llegaron a tiempo para la batalla. También envió chasquis, «correos», a Ceballos para informar de la proximidad de su vanguardia, capitaneada por Eusebio Antoñanzas y formada por 160 a 300 jinetes. No llegaron a tiempo para ayudar a defender la ciudad, aunque después combatieron en Sabaneta. También había enviado 200 a 260 marabeños a Trujillo a las órdenes del coronel Joaquín Mendieta para amenazar al marqués con flanquearlo y atacarlo por la retaguardia, su esperanza había sido que esto lo hiciera detener las operaciones sobre Coro. En una carta reproducida en el Diario Político de Santafé, el marqués admitía haberse retirado por tener más de 1000 enemigos en retaguardia, aunque después menciona haber derrotado a 800 en Sabaneta. Al momento de la batalla, el capitán general y su hueste habían llegado a Pedregal y se conformaba, según Jalón, de «seiscientos hombres de infantería, doscientos caballos, un cañón de a tres y cuatro pedreros» (otros autores reducen a dos pedreros). Lacroix menciona que «La guarnición de Maracaybo en número de ochocientos hombres salió ocultamente de aquella plaza, y por la laguna y Carrora marchó para tomar de espalda al ejército del Marqués».

## Batalla

### Terreno
Coro tenía un clima seco y caluroso, un terreno arenoso y sufría una permanente escasez de agua. Posiblemente era la zona más árida, despoblada y pobre de Venezuela, siempre expuesta a incursiones de los guajiros. Su puerto, La Vela de Coro, estaba a dos leguas y no ofrecía seguridad alguna; la misma villa no podía fortificarse y era difícil de defender, pues estaba abierta y no poseía cerros ni alturas, simplemente estaba en una llanura.
En el mercado de Tucacas se vendían la mayoría de los alimentos, que tenían que traerse de Puerto Cabello y las haciendas de Yaracuy. La falta de riego en su llanura sólo permitía el crecimiento de cactus y nopales en los alrededores, nada de pasto para cualquier ganado bovino, equino o caprino, lo que llevó a la población, especialmente los esclavos, a dedicarse a la minería como base de su economía. En los calurosos cerros de la región pastaban algunas manadas de cabras y unas pocas cabezas de ganado mayor. En la costa había muchas aldeas de caquetíos que se dedicaban principalmente a la caza y la pesca. En muchas haciendas de la comarca se producía cacao, tanto que se podía exportar.
La ciudad y los pueblos de sus alrededores tenían unos 10 000 habitantes, destacando un bajo número de esclavos y un alto porcentaje de indígenas. Su puerto tenía 2000 habitantes cuatro años antes. La provincia entera sumaba unos 50 000 pobladores. Los indios de la zona sentían una fuerte animadversión hacia los negros, al contrario de en muchos otros lugares donde ambos grupos solían llevarse bien. Esto fue muy importante en 1797, cuando los aborígenes ayudaron a los blancos a sofocar una revuelta servil.

### Combate
En Casigua, el marqués de Toro reorganiza su ejército y lo divide en vanguardia, retaguardia y reserva. Al amanecer del 28 de noviembre salen para Coro. Había tenido que esperar varios días a que los peones llevaran a hombres la artillería por los difíciles caminos. Entre tanto, los realistas han evacuado a la población civil, enviándola a las sierras orientales. A las 09:00 horas llegan a las afueras de la ciudad, encontrando parapetos y obstáculos preparados por las milicias y la población local. Se temía que llegara a La Vela una escuadrilla con refuerzos realistas, por lo que el marqués decidió atacar inmediatamente; en caso de que tales refuerzos ya hubieran llegado, su plan era cercar la ciudad. Sin embargo, Baralt indica otro motivo por el que atacó de inmediato: «Pero desconfiaba de su tropa, bisoña y mal armada: él mismo era nuevo é inesperto soldado: la artillería que tenia no era de batir: moria de sed el ejército y no habia modo de reponer las provisiones».
Los corianos llevaban en sus estandartes figuras de Jesús de Nazaret. Según Restrepo: «La guarnición era numerosa; y aunque compuesta en su mayor parte de los habitantes inexpertos de la provincia, que se habían retirado a la Capital al acercarse los Patriotas, se hallaba entusiasmada por sus jefes para combatir para combatir "en defensa de los derechos de su rey y señor natural y de su religión contra los rebeldes e impíos de Caracas"».
Cuando avanzaron una batería de artillería enemiga rompió fuego sobre ellos sorpresivamente. Se decidió formar una batería propia a distancia de fuego de metralla que forzó a la de sus rivales a retirarse hacia unas zanjas cubiertas de maleza. Los realistas enviaron a un millar de infantes y jinetes de las milicias contra los patriotas en un asalto por el frente y los costados, pero el superior armamento juntista permitió rechazarlos a tiros y forzarlos a retirarse a sus fortificaciones, destacando especialmente su batería de artillería en esa labor. Posteriormente, el marqués alabaría la valentía demostrada por los corianos.
Entonces la columna de Santinelli, integrada por dos unidades de infantería de línea, un cañón de 4 libras y un pedrero, atacó el ala derecha enemiga. Al mismo tiempo, el capitán Mariano Montilla con una unidad de cazadores y algunas partidas de caballería atacó el ala izquierda; en realidad, sólo era una distracción. El centro realista sufrió el embate de una batería de artillería al mando de Jalón, quién tomó la posición de San Nicolás, apagando un incendio que ahí había empezado. Los artilleros realistas se retiraron al centro de la ciudad dejando muchos muertos y heridos, mientras Montilla llamaba la atención en el flanco izquierdo al tener que atrincherarse en algunas esquinas. El marqués envió al batallón Pardos de Valencia a reforzar a Santinelli, cuyo ataque era el principal. Apoyándose con el fuego de dos cañones pedreros, primero ocupa las alturas de Caujarao antes de lanzarse sobre la ciudad, obligando a los defensores a atrincherarse en las calles. El coronel Santinelli logra forzar las defensas a un alto costo por el fuego de artillería y los obstáculos, sobrepaso el foso, la estacada y toma un recinto fortificado donde había un cañón.
Los realistas se retiran al centro de la ciudad, ya no tienen municiones sino metralla, no pueden seguir respondiendo al fuego de los cañones enemigos y dejan atrás gran número de muertos y heridos. El coronel entra en la urbe, produciendo una batalla calle por calle. Cuando faltaba un último asalto para tomar la plaza de armas, el marqués ordenó la retirada. Se le había informado que Miyares estaba en Sabaneta de Coro y temió quedar atrapado entre dos fuegos. Durante la noche se retiró silenciosamente hacia Sabaneta, seguido por Ceballos. Las bajas patriotas fueron 23 muertos y 31 heridos. Las enemigas son desconocidas pero posiblemente mayores. Según el Parte de Jalón, los patriotas sufrieron 41 muertos y algunos heridos. Los realistas capturaron un cañón y algunos prisioneros. Al día siguiente, Ceballos decidió no perseguirlo, los patriotas no estaban vencidos y temía un desembarco en La Vela.

## Consecuencias

### Retirada
La retirada fue tan apresurada que el jefe del ejército rebelde abandonó su bagaje, «hasta sus baúles». El 30 de noviembre el marqués se enfrenta a Miyares en Sabaneta. El marqués estaba obligado a ganar antes que llegue Ceballos y quede atrapado, así que ordena a tres columnas atacar los puntos donde el realista dominaba el estrecho camino en disputa. Miyares debe retirarse pero ha capturado algunas mulas y prisioneros (que serán enviados a Maracaibo y después a Puerto Rico). El juntista llega a Cuibita el 1 de diciembre y a Dividive al día siguiente, siempre acosado por guerrillas. El 3 pernoctan en Güedeque y el 4 vencen en San Luis a una columna realista apoyada por dos pedreros gracias a un rápido ataque de Santinelli con bayonetas. El ejército expedicionario pasa la noche en Pozo Largo y al amanecer siguiente llegan a Las Tunilas, el 6 llegan a Siquisique para reorganizarse. El 17 estaban en Carora, no paran hasta llegar a Barquisimeto, abandonando el oeste de Venezuela y refugiándose en el centro por miedo a las supuestamente mejor equipadas y más numerosas fuerzas de Ceballos. El historiador Nicolás González Chávez estimaba que los patriotas habían perdido hasta 1500 hombres durante la retirada en múltiples causas. El comandante juntista volvía humillado y vencido, siendo relegado de su liderazgo mientras el 10 de diciembre desembarcaba en La Guaira Francisco de Miranda, quien iba en el bergantín inglés Avon.
Algunos políticos y militares revolucionarios llaman a un nuevo ataque contra la ciudad, afirmando el peligro de tener 2000 soldados enemigos tan cerca, pero historiadores posteriores consideraron tales declaraciones como una exageración. Dicha urbe no podía tener más de 500 defensores, pues carecía de los hombres sanos y medios para levantar y armar un ejército, aún con ayuda de Puerto Rico.
Ciertamente esta ofensiva había conseguido cancelar los planes del gobierno marabeño para una ofensiva en el centro de Venezuela pero no dejaba de ser un fracaso, principalmente porque su comandante carecía de toda experiencia militar y la artillería y el bagaje le restaron movilidad durante el avance. Además, movilizar tal fuerza había sido muy costoso para las finanzas de la Junta Suprema: «Se había querido organizar á la usanza europea y con bastante lujo». También hubo un error a la hora de plantear objetivos. Inicialmente no se esperaba que la expedición tuviera que librar alguna acción bélica, sólo que ayudara al marqués a imponerse a la hora de negociar, vigilara las fronteras de la provincia de Caracas e impidiera la expansión de ideas contrarias al movimiento revolucionario.
Cuando se formó al Junta Suprema en Caracas, los revolucionarios se encontraron con un tesoro fiscal de dos o tres millones de pesos, sin embargo, mucho se perdió en esta campaña y en la destrucción que causó un terremoto el 26 de marzo de 1812, tanto que ya no hubo dinero ni para el ejército ni para la reconstrucción de las ciudades.
El marqués fue duramente criticado por su dirección de la campaña. En su juventud había sido coronel de milicias, pero historiadores como Mancini consideran que por su edad, carácter y orígenes sociales no estaba preparado para la vida militar y dirigir un ejército. De hecho, se dice que su guardia personal «valía más por sus lujosos uniformes que por sus aptitudes guerreras». Acorde al historiador venezolano, José de Austria Reina, la Junta Suprema fue poco agresiva y ordenó un avance lento que permitió a los realistas organizar a sus hombres y preparar defensas.

### Continuación de la guerra
Este relativo éxito permitió que empezaran a llegar refuerzos desde Puerto Rico, el primer contingente fue enviado el 27 de noviembre, estaba compuesto por 6 oficiales y 150 fusiles y tenía por objetivo Coro. Mirayes fue reconocido en Angostura como legítimo capitán general el 7 de marzo de 1811.
Durante 1810-1812 los realistas fueron incapaces de avanzar al interior del país. Se desarrolló un equilibrio de fuerzas donde los monárquicos no podían llegar hasta Valencia ni los rebeldes tomar Coro. En el otoño e invierno de 1811-1812, los realistas vivieron una gran actividad al recibir ayuda puertorriqueña y fue la llegada de esos refuerzos regulares lo que cambió la situación. Desde esta batalla el territorio coriano no volvió a ser invadido hasta 1821.

### Suerte de Coro
La llamada «Comarca de Coro» pertenecía administrativamente a la provincia de Caracas, pero se separó al sumarse a Guayana y Maracaibo en su lucha contra los independentistas. En 1815 el gobierno español la oficialmente erigió como provincia de Coro, aunque tal medida tuvo que esperar tres años para volverse una realidad y por orden del general Pablo Morillo. Su condición de provincia fue confirmada por el Congreso de la República de la Gran Colombia después de su independencia. Lo cierto es que desde 1810 era una provincia separada de facto. Un proceso similar sucedió en los territorios independentistas, Barcelona se separó de Cumaná, y Mérida y Trujillo se separaron de la realista Maracaibo para constituirse en provincias patriotas autónomas.

### Decimonónica
- Anónimo (1801). Kalendario Manual y guía de forasteros en Madrid para el año de 1802: estado militar de España año de 1802. Madrid: Imprenta Real.
- Baralt, Rafael María; Ramón Díaz (1841). Resumen de la historia de Venezuela, desde el año 1797 hasta el de 1830 I. París: Imprenta de H. Fournier y Cía.
- Blanco, José Félix (1875). Documentos para la historia de la vida pública del libertador de Colombia, Perú y Bolivia...: Puestos por orden cronológico, y con adiciones y notas que la ilustran II. Caracas: La Opinión Nacional.
- Bonalde, Manuel (1813). La verdad protegida: impugnación al manifiesto de los hechos que proporcionaron la pacificación a la provincia de Venezuela, firmada en 4 de enero de 1813 por el Presbítero D. Pedro Gamboa y Fr. Pedro Hernández/publicado y presentado al Congreso Nacional por D. Manuel Bonalde. Cádiz: Imprenta de D. Manuel Santiago de Quintana. Véase también en Roderic y Didactalia.
- Camacho, Joachín; Francisco José de Caldas; José María Gutiérrez (1811). Diario político de Santafé de Bogotá, n.1-46: Ag.27, 1810-Feb.1, 1811. Bogotá: Imprenta Real.
- Ceballos, José (1813). Representación hecha a las Cortes en 26 de mayo de 1813 / por el Coronel D. José Cevallos, gobierno de Coro, imponiendo á SM con veinte y un comprobantes de la parte activa con que contibuyó á la pacificación general de Venezuela, é impugnando al mismo tiempo otra que con fecha de 4 de enero del mismo año hicieron igualmente los padres D. Pedro Gamboa y Fray Pedro Hernández.... Cádiz: Imprenta Tormentaria, á cargo de D. Juan Domingo Villegas.
- Codazzi, Agustín (1841). Resúmen de la geografía de Venezuela. París: H. Fournier y compañía.
- Coroleu é Inglada, José (1896). América: historia de su colonización, dominación é independencia IV. Barcelona: Montaner y Simón.
- De Austria Reina, José (1855). Bosquejo de la historia militar de Venezuela en la guerra de su Independencia I. Caracas: Imprenta y Librería de Carreño Hermanos.
- De Cajigal, Juan Manuel (1960). Memorias sobre la Revolución de Venezuela. Caracas: Ministerio de Justicia.
- De Heredia, José Francisco (1895).  José María Heredia y Heredia & Enrique Piñeyro, ed. Memorias sobre las revoluciones de Venezuela. París: Garnier Hermanos.
- De Heredia, José Francisco (1916). Memorias del Regente Heredia (de las Reales Audiencias de Caracas y México): dividida en cuatro épocas: Monteverde, Bolívar, Boves, Morillo. Madrid: Editorial América.
- De Urquinaona y Pardo, Pedro (1820). Relación documentada del origen y progresos del trastorno de las Provincias de Venezuela hasta la exoneración del Capitán General Don Domingo de Monteverde. Madrid: Imprenta Nueva.
- Díaz, José Domingo (1829). Recuerdos sobre la rebelión de Caracas. Madrid: Imprenta de D. León Amarita.
- Gamboa, Pedro (1813). Manifestación sucinta de los principales sucesos que proporcionaron la pacificación a la provincia de Venezuela, debida a las proezas del capitán de fragata Don Domingo de Monteverde, y a la utilidad de trasladar la capital de Caracas a la ciudad de Valencia. Cádiz: Imprenta Patriótica.
- González Chávez, Nicolás (1879). Estudio cronológico de la guerra de la independencia de la antigua Colombia: Primera parte: Hechos militares I. París: A. Lahure.
- González Chávez, Nicolás (1880). Cuadros sinópticos de la guerra de la independencia de los Estados Unidos de Colombia. París: A. Lahure.
- Mitre, Bartolomé (1890). Historia de San Martín y de la emancipación sud-americana (1890) III. Buenos Aires: Félix Lajouane.
- Montenegro Colón, Feliciano (1837). Geografía general para el uso de la juventud de Venezuela IV. Caracas: Imprenta de Damiron y Dupouy.
- Pi y Margall, Francisco & Francisco Pi y Arsuaga (1903). Historia de España en el siglo XIX Sucesos políticos, económicos, sociales y artísticos, acaecidos durante el mismo. Detallada narración de sus acontecimientos y extenso juicio crítico de sus hombres II. Barcelona: Miguel Seguí.
- Pons, François Joseph (1930). Viaje a la parte oriental de tierra firme. Caracas: Tipografía Americana.
- Restrepo, José Manuel (1858). Historia de la revolución de República de Colombia en la América meridional I. Besazón: Imprenta de José Jacquin.
- Torrente, Mariano (1829). Historia de la revolución hispano-americana I. Madrid: Imprenta de León de Amarita.
- Yánez, Francisco Javier (1840). Compendio de la Historia de Venezuela desde su descubrimiento y conquista hasta que se declaró estado independiente. Caracas: Imprenta de A. Damirón.

### Moderna
- Arcaya, Pedro Manuel (1974). La guerra de la independencia en Coro y Paraguaná. Caracas: Lib. Politecnuca Moulines.
- Arjona Colomo, Miguel (1926). Historia de América en cuadros esquemáticos: pt. 1. América del Norte y América Central II. Madrid: EPESA.
- Biggs, James (1950). Historia del intento de don Francisco de Miranda para efectuar una revolución en Sur América: en una serie de cartas dirigidas a un amigo suyo en los Estados Unidos por un caballero que fué oficial bajo las órdenes de aquel general a las cuales se agregan rasgos de la vida de Miranda y noticias geográficas de Caracas. Caracas: Ávila Gráfica. Traducción y Prólogo de José Nucete-Sardi.
- Contreras López, Eleazar (1967).  Pedro Grases, ed. La forja de un ejército: documentos de historia militar, 1810-1814 I. Caracas: Instituto Nacional de Hipódromos.
- Dávila, Vicente (1955). Investigaciones históricas II. Quito: Imprenta Colegio Don Bosco.
- De Madariaga, Salvador (1975). Bolívar I. Buenos Aires: Sudamericana.
- Encina, Francisco Antonio (1958). La primera República de Venezuela: bosquejo psicológico de Bolívar. Santiago: Nascimiento.
- Esteves González, Edgar (2004). Batallas de Venezuela, 1810-1824. Caracas: El Nacional. ISBN 978-980-388-074-3.
- Febres-Cordero G., Julio (1973). El primer ejército republicano en la campaña de Coro. Caracas: Contraloría General de la República.
- Fonseca, Amílcar; Rafael Ángel Rivas Dugarte (2005). Orígenes trujillanos: Ensayos biográficos, genealógicos y cronologías II. Trujillo: Fondo Editorial Arturo Cardozo. ISBN 9789806743090.
- Fortique, José Rafael (1989). Crónicas médicas de la independencia venezolana. Caracas: Academia Nacional de la Historia. ISBN 9789802224074.
- Fuentes-Figueroa Rodríguez, Julián (1995). La creación de la Republica de Venezuela, 1808-1812. Caracas: Ediciones de la Presidencia de la República.
- Gil Fortoul, José (1930). Historia Constitucional de Venezuela I. Caracas: P. León.
- González, Tomás (2010). «Coro y la Resistencia a la Junta de Caracas (1810)». Cuadernos Unimetanos (Universidad Metropolitana) (22): 7-12. ISSN 1690-8791.
- Guzmán, Pedro (1967). Apuntaciones históricas del estado Zulia. Maracaibo: Dirección de Cultura de la Universidad del Zulia.
- Hernández Baño, Adrián; María de los Ángeles Peréz Friend (1990). Coro y provincia: testimonios de cuatro siglos, 1500-1900. Caracas: Linotipo López. ISBN 9789806081710.
- Iribarren Celis, Lino (1951). La Guerra de Independencia en el Estado Lara: ensayo de interpretación histórica. Caracas: Ávila Gráfica.
- Iribarren Celis, Lino (1960). «La campaña del marqués del Toro sobre Coro». Boletín de la Academia Nacional de la Historia (BANH) (Caracas: Academia Nacional de la Historia) XLIII (170): 242-256.
- Jurado Blanco, Santos (1967). Retablo colonial. Caracas: Asociación de Industriales de Aceites y Grasas Vegetales Comestibles.
- Lovera Reyes, Elina (2007). De leales monárquicos a ciudadanos republicanos: Coro 1810-1858. Caracas: Academia Nacional de Historia. ISBN 9789802229994.
- Luciani de Pérez Díaz, Lucila (1968). Miranda: su vida y su obra. Caracas: Comandancia General de la Marina.
- Lovera Reyes, Elina (2011). «El fidelismo de los indios caquetíos de Coro durante la independencia de Venezuela». Tiempo y Espacio (Caracas: Centro de Investigaciones Históricas "Mario Briceño Iragorry") XXI (56): 9-29.
- Mancini, Jules (2016). «Capítulo IV. Primera República de Venezuela». Bolívar y la emancipación de las colonias españolas desde los orígenes hasta 1815 II. Bogotá: Ediciones LAVP. Traducción francés-español de Carlos Docteur. Obra completa de tres volúmenes. pp. 291-352. ISBN 978-1523604562.
- Márquez, Walter Enrique (2005). La nación en armas: Venezuela y la defensa de su soberanía, 1810-1812. Caracas: Ministerio de la Cultura. ISBN 9789806964327.
- Martínez, María Antonieta (1986). «La actitud de los corianos durante la Independencia». Tierra Firme IV (14): 253-262.
- Navarro Ortega, Nicolás Eugenio (1936). «Páginas de L. Perú de Lacroix». Boletín de la Academia Nacional de la Historia (Caracas: Imprenta Nacional) XIX (74): 202-237.
- Parejo, Antonio (1914). «Historia de Colombia (continuación)». Boletín de la Academia Nacional de la Historia (Caracas: Tipografía Vargas) III (3): Artículo número 10 de la serie de dicho autor.
- Parra Pérez, Caracciolo; Cristóbal L. Mendoza (1992). Historia de la Primera República de Venezuela. Caracas: Biblioteca Ayacucho. ISBN 9789802761920.
- Perera, Ambrosio (1943). Historia orgánica de Venezuela. Caracas: Editorial Venezuela.
- Poudenx, H.; F. M. Mayer (1963). La Venezuela de la independencia, memoria: contribución a la historia de la revolución de la Capitanía General de Caracas, desde la abdicación de Carlos IV hasta el mes de agosto de 1814 I. Caracas: Banco Central de Venezuela. Traducción francés-español por Ángel Raúl Villasana.
- Quintero Lugo, Gilberto R. (1996). «Origen, desarrollo y desenlace de la rebelión de José Leonardo Chirino de 1795».  En Luis Cipriano Rodríguez, ed. José Leonardo Chirino y la insurrección de la Serranía de Coro de 1795: insurrección de libertad o rebelión de independencia: memoria del simposio realizado en Mérida los días 16 y 17 de noviembre de 1995. Universidad de los Andes: Mérida. pp. 117-143. ISBN 9789802925780.
- Semprún, José; Alfonso Bullón de Mendoza Gómez de Valugera (1992). El ejército realista en la independencia americana. Madrid: Mapfre. ISBN 9788471005182.
- Toro Jiménez, Fermín (2008). Historia diplomática de Venezuela: 1810-1830. Caracas: Facultad de Ciencias Jurídicas y Políticas de la Universidad Central de Venezuela. ISBN 978-9-80002-490-4.
- Tosta García, Francisco (1904). Episodios venezolanos: La patria boba. Caracas: R. A. García & ca.
- Vaamonde, Gustavo Adolfo (2008). Diario de una rebelión: Venezuela, Hispanoamérica y España: 19 de abril de 1810-5 de julio de 1811. Caracas: Fundación Empresas Polar. ISBN 9789803791858.
- Zarama Rincón, Rosa Isabel (2004). «Héroes y Antihéroes en Pasto y Coro, 1821-1824». Montalbán (Caracas: Universidad Católica Andrés Bello) (38): 89-136.

- Datos: Q5722373